# Bainbridgeklasse
De torpedobootjagers van de Bainbridgeklasse waren de eerste torpedobootjagers van de Amerikaanse marine, gebouwd tussen 1899 en 1900.
De 13 schepen werden goedgekeurd na de Spaans-Amerikaanse Oorlog, en werden in 1920 uit dienst genomen. Eén schip ging verloren, de Chauncey botste met de SS Rose in 1917.
Na de buitendienststelling werden de 12 overgebleven schepen verkocht aan Joseph G. Hitner, behalve de Hopkins. Hopkins werd verkocht aan de Denton Shore Lumber Company in Tampa.
Een torpedobootjager van de Brainbridgeklasse zou een dwerg lijken door haar opvolger, 100 jaar later. De Arleigh Burkeklasse destroyer Bainbridge is meer dan twee keer zo lang en heeft een 20 keer grotere waterverplaatsing als de naamgenoot en is dodelijker dan de gehele vloot van slagschepen die de eerste Bainbridge moest verdedigen.

## Onderverdeling
Sommige bronnen delen de Bainbridgeklasse op in andere subklasses:
- Hopkins en Hull waren oliegestookt in plaats van kolengestookt, hadden een schildpaddek voorop en kunnen beschouwd worden als de Hopkinsklasse
- Lawrence en Macdonough hadden twee extra 6-ponder kanonnen, een schildpaddek voorop, hadden de schoorstenen in één groep van vier staan en kunnen beschouwd worden als de Lawrenceklasse
- Paul Jones, Perry en Preble hadden een dubbele torpedobuis in plaats van twee enkele
- Stewart was uitgerust met Seabury boilers en was de snelste en kleinste van de 400-tonners

## Schepen van de Bainbridgeklasse
| Schip      | Scheepswerf                                      |
| ---------- | ------------------------------------------------ |
| Bainbridge | Neafie and Levy Ship and Engine Building Company |
| Barry      | Neafie and Levy Ship and Engine Building Company |
| Chauncey   | Union Iron Works                                 |
| Dale       | William R. Trigg Company                         |
| Decatur    | William R. Trigg Company                         |
| Hopkins    | Harlan & Hollingsworth Company                   |
| Hull       | Harlan & Hollingsworth Company                   |
| Lawrence   | Fore River Ship & Engine Company                 |
| Macdonough | Fore River Ship & Engine Company                 |
| Paul Jones | Union Iron Works                                 |
| Perry      | Union Iron Works                                 |
| Preble     | Union Iron Works                                 |
| Stewart    | Gas Engine and Power Company                     |